# Oceanodroma furcata
Oceanodroma furcata е вид птица от семейство Hydrobatidae.

## Разпространение
Видът е разпространен в Канада, Малки далечни острови на САЩ, Русия, САЩ и Япония.